# Complexe de la Romaine
Pour les articles homonymes, voir Romaine et La Romaine.

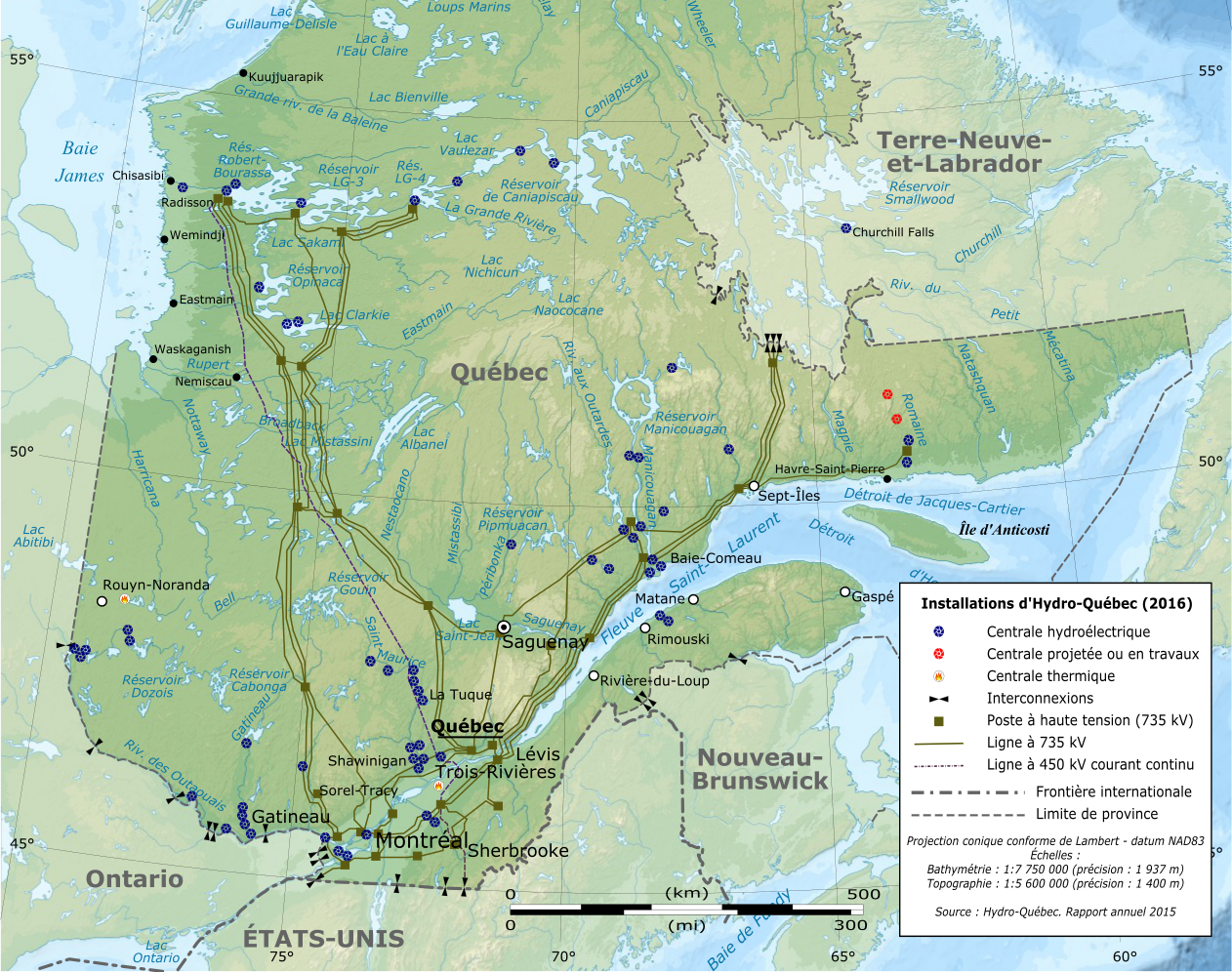
La Romaine au nord-est du Québec avec quatre centrales, dont deux en construction (en rouge).

Le complexe de la Romaine désigne un complexe hydroélectrique construit par Hydro-Québec. Cet aménagement de quatre centrales offre une puissance installée de 1 550 mégawatts sur la rivière Romaine, un cours d'eau qui se jette dans l'estuaire du Saint-Laurent au large de Havre-Saint-Pierre, sur la Côte-Nord du Québec. 
Les travaux de construction sont lancés par le premier ministre du Québec, Jean Charest, le 13 mai 2009; la mise en service est complétée en septembre 2022. Sa capacité de production annuelle est de 8,5 TWh.
Hydro-Québec et le gouvernement du Québec estiment que les retombées économiques du projet devraient atteindre 3,5 milliards CAD réparties à travers le Québec. Le chantier accueillera 2 000 travailleurs à la pointe des travaux, entre 2012 et 2016. Quelque 60 % des travailleurs proviendront de la région de la Côte-Nord, dans le nord-est du Québec.
Le projet, qui a reçu l'aval des quatre communautés Innu du territoire et de la municipalité régionale de comté, prévoit le versement de compensations de 133 millions aux autochtones et de 100 millions à la MRC, sur une période de 50 ans. Cependant, les communautés innu de Uashat et de Maliotenam, situés plus à l'ouest, dans la région de Sept-Îles, s'opposent au passage des lignes à haute tension qui doivent relier les centrales au réseau d'Hydro-Québec TransÉnergie.

## Géographie

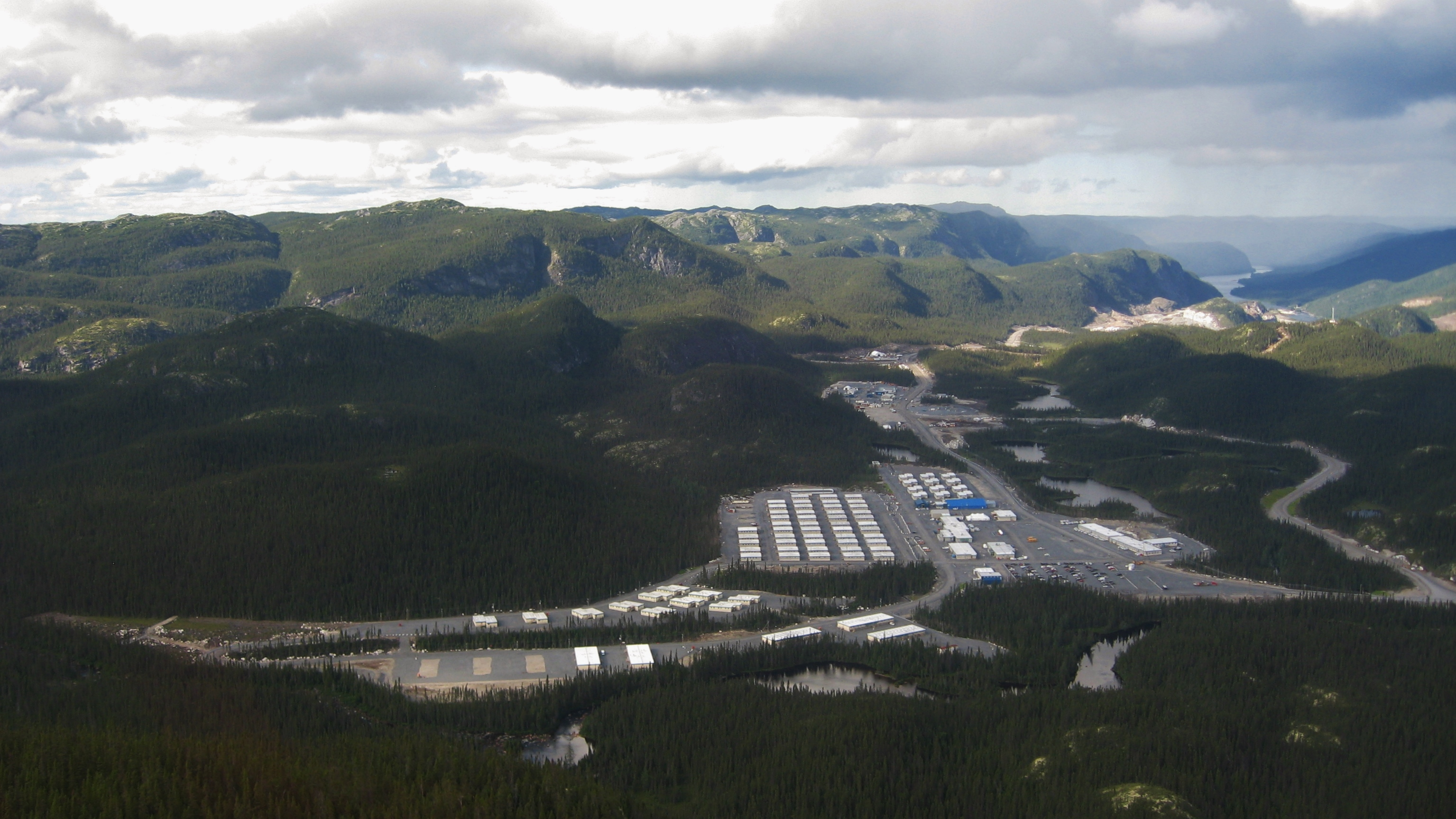
Campement du Mista (Romaine-3).

Le projet de la Romaine est construit en Minganie, dans l'arrière-pays de Havre-Saint-Pierre, une municipalité de 3 460 habitants (2016) située à 200 km à l'est de Sept-Îles et à 850 km de Québec. Fondée par des pêcheurs acadiens des Îles de la Madeleine en 1857, Havre-Saint-Pierre connaîtra une forte croissance à compter de 1948-1949, alors que la compagnie Quebec Iron and Titanium, plus tard renommée Québec Fer et Titane, commence l'exploitation d'un important gisement d'ilménite à 43 km au nord-est de la municipalité. 
Havre-Saint-Pierre est reliée au réseau routier du Québec à compter de 1976, avec l'ouverture d'un tronçon de la route 138. Depuis 1984, la municipalité est le port d'accès de la réserve de parc national de l'Archipel-de-Mingan, un parc fédéral.
Quatre communautés autochtones du peuple innu sont établies en Minganie. Il s'agit d'Ekuanitshit, de Nutashkuan, d'Unamen Shipu et de Pakua Shipi.

## Historique

### Premières études

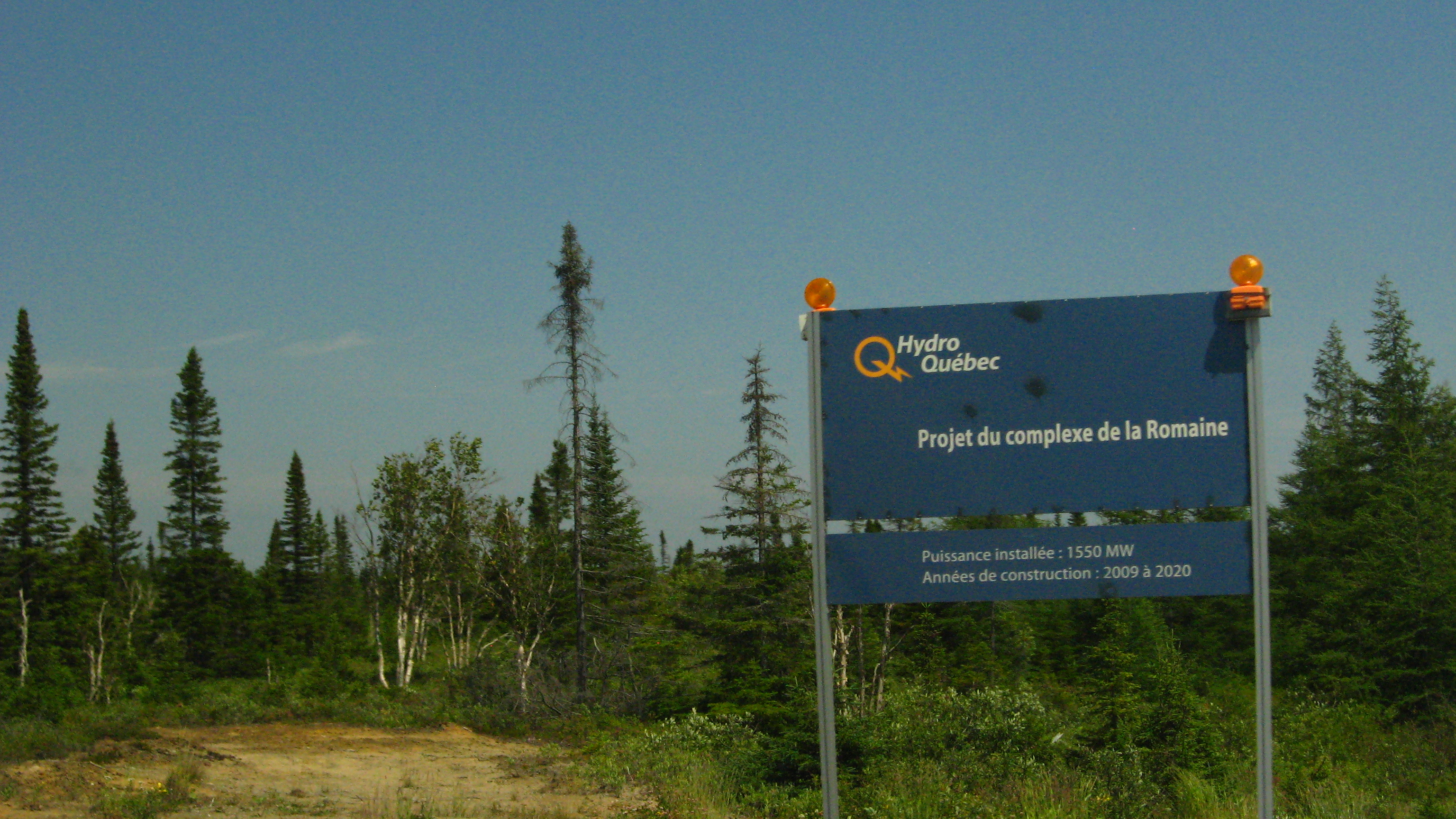
Entrée du complexe hydroélectrique La Romaine.

Le développement du potentiel hydroélectrique de la rivière Romaine est étudié depuis 100 ans. La plus ancienne étude a été réalisée par la Commission des eaux courantes de Québec en 1921. L'étude a été mise à jour et développée de manière plus détaillée en 1950. La Shawinigan Water and Power Company a révisé cette étude en 1957.
Dix ans plus tard, en 1967, Hydro-Québec reprenait l'étude des possibilités de développement de la rivière. C'est dans le cadre de cette étude que les grandes lignes de l'aménagement définitif du complexe de la Romaine prendront forme avec les aménagements RO-1, RO-2, RO-3 et RO-4.
Un avant-projet a été réalisé de 1977 à 1984. Cette étude a permis de réaliser plusieurs relevés sur le terrain et d'établir un concept d'aménagement en escalier de la rivière, qui a été évalué en fonction de plusieurs facteurs d'utilisation des centrales. Cette étude a aussi évalué la possibilité de dériver partiellement ou entièrement la rivière Saint-Jean vers la rivière Romaine.
En 1997, Hydro-Québec a évalué la possibilité de dériver une partie du cours des rivières Saint-Jean et Romaine vers le fleuve Churchill dans la foulée d'un rapprochement entre les gouvernements de Lucien Bouchard et de son homologue terre-neuvien, Brian Tobin. Les deux gouvernements avaient évoqué le développement conjoint du projet du Bas-Churchill. Les études se sont interrompues au début de 2000.

### Avant-projet définitif
Hydro-Québec reprend l'étude du potentiel de la Romaine en 2001, mais avec un projet limité, qui ne comprenait que la construction d'une usine au fil de l`eau, au kilomètre 52,5. Mais en 2004, les planificateurs élargissent la portée de l'étude et reprennent le concept en escalier de 1984 comme base de d'un avant-projet définitif. Les dernières études permettent d'affiner la conception des ouvrages, de déterminer leurs positions finales et le niveau maximum d'exploitation des réservoirs. 
Dans sa stratégie énergétique 2006-2015, le gouvernement du Québec affiche sa volonté de mettre en œuvre 4 500 mégawatts de nouveaux projets hydroélectriques et d'intégrer 4 000 mégawatts d'énergie éolienne d'ici 2015, soit environ 10 % de la puissance installée, dans une perspective de développement durable. Hydro-Québec répond à cette demande du gouvernement Charest dans son plan stratégique 2006-2010. L'entreprise propose le développement d'un portefeuille de projets de 4 500 mégawatts qui comprend l'aménagement des rivières Romaine et Petit Mécatina sur la Côte-Nord (1 500 mégawatts chacune). Le solde d'environ 1 500 mégawatts « reste à préciser ». 
La direction d'Hydro-Québec évoque la possibilité que le projet de la rivière Romaine puisse être mis en chantier dès 2009 « si l’accueil des collectivités locales est favorable ».
Dans la presse, certains voient plutôt une réplique du Québec, à la décision du premier ministre terre-neuvien Danny Williams de refuser une offre conjointe d'Hydro-Québec et de Ontario Power Generation et de développer seul du Bas-Churchill. Le columnist Konrad Yakabuski du Globe and Mail de Toronto prévient Williams de se méfier de l'« incroyable agilité » de son compétiteur.
En décembre 2007, Hydro-Québec remet au gouvernement l'étude d'impact des aménagements hydroélectriques. L'avant-projet définitif prévoit quatre centrales, mais écarte tout recours à une dérivation de rivière et limite l'ennoiement de la vallée lors du remplissage du réservoir de la Romaine-4 pour éviter « tout ennoiement au-delà de la frontière du Labrador, selon le tracé de 1927 du Conseil privé (non définitif) ».

### Ententes avec les communautés locales
Avant de commencer la construction du complexe, Hydro-Québec a conclu des ententes avec les autorités locales et les communautés autochtones du territoire. La première entente est intervenue avec la MRC Minganie le 21 janvier 2008. Elle a été suivie de trois ententes avec des communautés innues : Nutashkuan (4 juillet 2008), Pakua Shipu  et Unamen Shipu (9 octobre 2008) et Ekuanitshit (25 mars 2009),.

### Évaluation environnementale
L'évaluation environnementale du projet de la Romaine a été déposée au gouvernement du Québec en novembre 2007. Au total, la documentation du promoteur compte 10 volumes, pour un total de 2 500 pages. Elle a été accompagnée de 60 études thématiques menées entre 2004 et 2008, dans 20 champs d'expertise différents. Dans un premier temps, les ministères des différents paliers de gouvernement ont passé au crible la documentation et posé 1 000 questions à Hydro-Québec, qui a retourné 1 200 pages de réponses.
Le processus d'évaluation environnementale du projet s'est déroulé en deux étapes. Dans un premier temps, le projet des centrales a été étudié devant une commission environnementale conjointe Québec-Canada qui a remis son rapport au début de 2009. Dans un second temps, Hydro-Québec a soumis ses études sur  projet de construction des deux lignes au Bureau d'audiences publiques sur l'environnement au printemps 2010. Une commission du BAPE a tenu des audiences d'information en juin et a remis son rapport au ministre du Développement durable, de l'Environnement et des Parcs le 27 août 2010. Le ministre dispose de 60 jours pour publier l'étude.
Le 1er octobre 2010, le gouvernement fédéral menace de mener sa propre étude sur le projet de transport d'électricité, parce que les lignes « passeraient en effet par des terrains appartenant au gouvernement fédéral, qui voudrait évaluer leur impact environnemental sur les communautés innues ». Le gouvernement du Québec autorise le début des travaux de construction de raccordement des centrales de la Romaine dans le décret 802-2011, du 3 août 2011.

### Opposition
Le projet suscite aussi de l'opposition dans plusieurs milieux au Québec. L'acteur Roy Dupuis se fait le porte-parole d'un groupe d'environnementalistes qui contestent le harnachement de la Romaine en évoquant la beauté naturelle de cette rivière vierge de la Côte-Nord. Le mouvement d'opposition se manifeste aussi par la diffusion du film documentaire Chercher le courant. 
De leur côté, les professeurs d'économie Gérard Bélanger et Jean-Thomas Bernard font valoir que la conjoncture de l'énergie en Amérique du Nord a changé avec le développement des gaz de schiste, ce qui fait en sorte que le projet de la Romaine ne sera pas rentable pour la société d'État.
Le 1er juillet 2009, le romancier et prix Nobel de littérature 2009 J. M. G. Le Clézio, publie une tribune dans le quotidien parisien Le Monde pour s'émouvoir du sort que réserve Hydro-Québec, « une multinationale caractéristique du grand capitalisme », à la rivière Romaine et à la «tribu innue». Décrivant avec émotion ce peuple qui vit en harmonie avec cette «rivière sacrée» qui est leur « terre nourricière », il conclut en affirmant que « La destruction de la rivière Romaine reste néanmoins un drame irréversible dont personne ne peut mesurer les conséquences ».
Cette lettre ne passe pas inaperçue de l'autre côté de l'Atlantique. Dès le lendemain, le chroniqueur Mario Roy, dans La Presse, réplique à la tribune qualifiant d'« extraordinairement irritante » la tribune de Le Clézio. « Dépouillée de son lyrisme, elle apparaît en effet comme une courtepointe de folklore rural, de banalité pseudo-rebelle et de rousseauisme condescendant tricotée tellement serré qu'on ne trouve plus le fil sur lequel tirer », note le chroniqueur.
De son côté, la province de Terre-Neuve-et-Labrador s'engage dans une course pour construire des installations hydroélectriques destinées à concurrencer directement Hydro-Québec sur les marchés d'exportation du nord-est des États-Unis. Le gouvernement du premier ministre Danny Williams cultive le ressentiment de la population à l'égard du contrat de vente d'électricité de la centrale de Churchill Falls en 1969 pour entreprendre la construction de la centrale de Muskrat Falls. Plombé par de multiples problèmes et des dépassements de coûts énormes, le projet de Muskrat Falls se révélera un fiasco coûteux pour la province.

## Installations

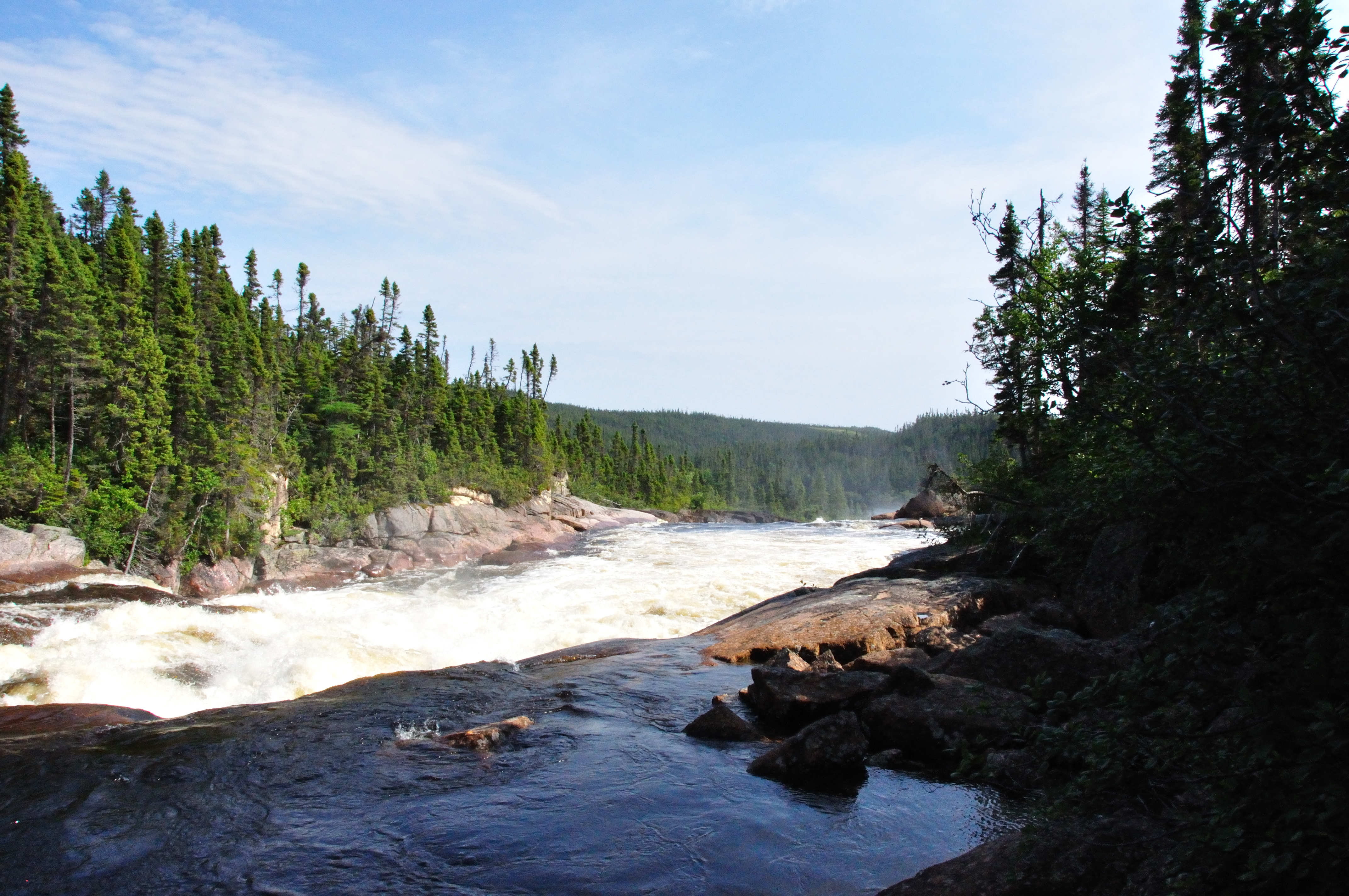
La rivière Romaine, près de Havre-Saint-Pierre.

Le projet, tel que décrit dans l'étude d'impact sur l'environnement datée de novembre 2007, consiste à construire un aménagement de 1 550 mégawatts sur la rivière Romaine dans l'arrière-pays de Havre-Saint-Pierre. Les quatre centrales hydroélectriques, Romaine-1, Romaine-2, Romaine-3 et Romaine-4 produiront 8 térawatts-heures par année dans des conditions normales d'hydraulicité.
Chaque centrale nécessitera la construction d'un barrage en enrochement, d'une centrale équipée de deux groupes turbines-alternateurs, d'un évacuateur de crues ainsi qu'une dérivation provisoire. Le projet comprend aussi l'aménagement de deux campements de travailleurs et la construction d'une route de 150 km pour relier les sites de production hydroélectriques à la route 138.  
Le promoteur prévoit échelonner les mises en service : la centrale la plus puissante du complexe, Romaine-2 (640 MW), a été mise en service en décembre 2014. Elle a été suivie de Romaine-1 (270 MW) en novembre 2015, Romaine-3 (395 MW) en octobre 2017. La dernière centrale, Romaine-4 (245 MW) devait être mise en service en 2020, mais sa construction a pris deux ans de retard. Le coût total de construction du complexe, excluant les lignes de transport d'électricité, est estimé à 6,5 milliards de dollars. 
|                                                                | Romaine-1                    | Romaine-2                    | Romaine-3                    | Romaine-4                    |
| -------------------------------------------------------------- | ---------------------------- | ---------------------------- | ---------------------------- | ---------------------------- |
| Emplacement de la centrale                                     | 50° 23′ 07″ N, 63° 15′ 39″ O | 50° 37′ 28″ N, 63° 11′ 39″ O | 51° 06′ 52″ N, 63° 24′ 00″ O | 51° 20′ 52″ N, 63° 29′ 12″ O |
| Emplacement du barrage                                         | PK 52,5                      | PK 90,3                      | PK 158,4                     | PK 191,9                     |
| Hauteur du barrage (m)                                         | 37,6                         | 121,0                        | 92,0                         | 87,3                         |
| Nombre de digues                                               | 1                            | 5                            | 1                            | 0                            |
| Niveau maximal d'exploitation du réservoir (m)                 | 82,3                         | 243,8                        | 365,8                        | 458,6                        |
| Superficie du réservoir au niveau d’exploitation maximal (km²) | 12,6                         | 85,8                         | 38,6                         | 142,2                        |
| Débit d’équipement (m³/s)                                      | 485                          | 453                          | 372                          | 307                          |
| Hauteur de chute nominale (m)                                  | 62,5                         | 156,4                        | 118,9                        | 88,9                         |
| Puissance installée (MW)                                       | 270                          | 640                          | 395                          | 245                          |
| Énergie annuelle moyenne (TWh)                                 | 1,4                          | 3,3                          | 2,0                          | 1,3                          |

### Romaine-1

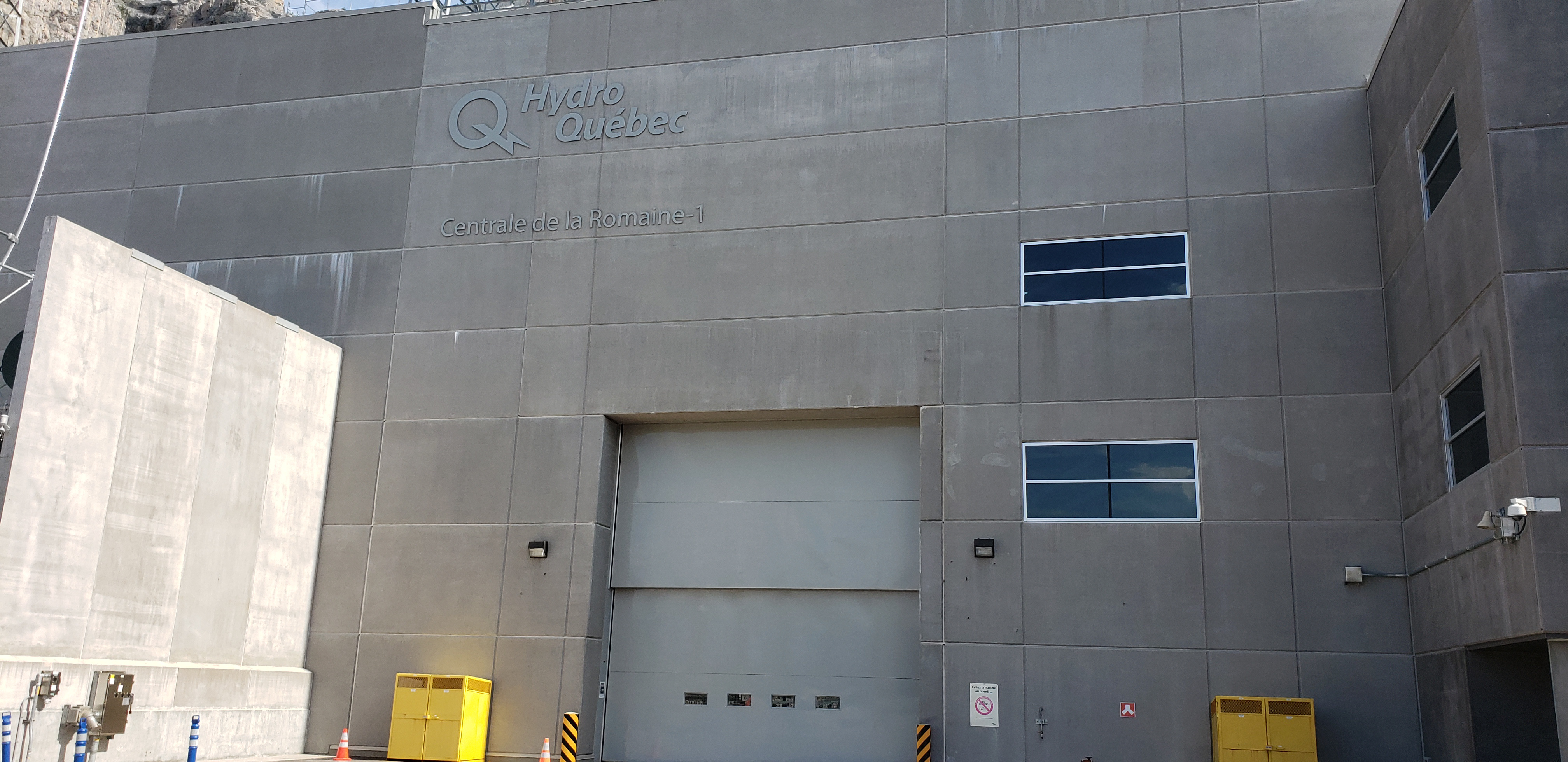
L'entrée de la centrale de la Romaine-1.

L'aménagement de la Romaine-1 est l'installation la plus en aval du complexe. Il est constitué d'un barrage de 37,6 m de hauteur construit immédiatement en amont de la Grande Chute au PK 52.5. La construction de la retenue créera un réservoir d'une superficie de 12,6 km2, dont le niveau maximal atteindra 82,3 m. La retenue principale sera accompagnée d'une digue qui fermera une vallée secondaire, d'un évacuateur de crues muni de trois vannes d'une capacité de 3 088 m3/s et d'une centrale en surface de 270 MW, qui produit en moyenne 1 400 GWh par année. Il a été mis en service en novembre 2015, avec sept mois d'avance sur l'échéancier prévu.

### Romaine-2
L'aménagement de la Romaine-2 est le premier à être construit dans le cadre du projet de la Romaine. Les travaux de construction comprenaient l'érection d'un barrage principal de 121 m de hauteur au PK 90,3 de la rivière Romaine et de cinq digues. Le réservoir atteint une dimension de 85,8 km2 au niveau maximum d'exploitation de 243,8 m. Les ouvrages de retenus sont dotés d'un évacuateur de crues à trois vannes wagon pouvant laisser évacuer une crue de 2 972 m3/s. La centrale de la Romaine-2 est la plus puissante du complexe, avec une capacité nominale de 640 MW. Cette centrale en surface produit en moyenne 3 300 GWh d'électricité par année. L'aménagement a été mis en service en décembre 2014, respectant à quelques jours près l'échéancier inscrit dans l'étude d'impact.

### Romaine-3
L'aménagement de la Romaine-3 a été construit sur une période de cinq ans entre 2012 et la fin de 2017. Les travaux ont consisté à ériger un barrage de 92 m de hauteur au PK 158,4 de la rivière Romaine. Le barrage et une digue qui ferme une vallée secondaire, formeront un réservoir de 38,6 km2. Le niveau maximal d'exploitation de l'ouvrage sera de 365,8 m. L'évacuateur de crues muni de deux vannes wagon a une capacité d'évacuation de 2 554 m3/s. La centrale a une puissance installée de 395 MW et produit en moyenne 2 000 GWh d'électricité par année, depuis son ouverture en octobre 2017.

### Romaine-4
L'aménagement de la Romaine-4 est situé à la tête du complexe et le seul à être en construction en juin 2020. Il comprend la construction d'un barrage principal de 87,3 m au PK 191,9 de la rivière. La retenue crééera un réservoir d'une superficie de 142,2 km2, dont le niveau maximal s'élèvera à 458,4 m, un évacuateur de crues muni de 2 vannes wagon pouvant laisser passer une crue de 3 038 m3/s et une centrale en surface d'une puissance de 245 MW et produisant en moyenne 1 300 GWh par année.
Plusieurs problèmes ont retardé la construction de l'aménagement de la Romaine-4. Les caractéristiques du roc, plus friable que prévu, les accidents mortels survenus sur le chantier qui ont entraîné l'arrêt des travaux pendant plusieurs mois et augmenté les coûts de 300 millions $ et la pandémie de la Covid-19, ont retardé sa mise en service de deux ans. Le remplissage du réservoir, prévu pour le mois d'août 2019 a débuté à la mi-juin 2020 Les deux groupes de la centrale la plus nordique du complexe ont été inaugurés les 28 juin et 16 septembre 2022.

### Lignes et postes de transport
Compte tenu du fait que la Minganie n'était desservie que par une ligne à haute tension de 161 kilovolt reliant Sept-Îles et Natashquan, le complexe hydroélectrique de la Romaine a requis la construction de près de 500 km de nouvelles lignes pour acheminer l'électricité vers les marchés de consommation. 
TransÉnergie, la division d'Hydro-Québec responsable du réseau de transport d'électricité, propose la construction de deux lignes de transport pour relier les nouvelles centrales au réseau québécois, tout en permettant de faciliter l'intégration de centrales supplémentaires qui pourraient être construites éventuellement sur la Côte-Nord.
La première ligne, d'une longueur de 289 km, relie les centrales Romaine-2, Romaine-1 et le poste Arnaud, près de Sept-Îles. La seconde, de 207 km, raccorde les centrales Romaine-3, Romaine-4 et le poste des Montagnais, situé à 190 km au nord de Sept-Îles, près de la frontière du Labrador.
Tous les tronçons des nouvelles lignes ont été construits à 735 kilovolt mais sont exploités à 315 kilovolt, à l'exception du lien entre les centrales Romaine-2 et Romaine-1 qui est planifié à 315 kilovolt. TransÉnergie explique que les coûts de construction de lignes biternes à 315 kilovolt sont sensiblement le même que l'alternative retenue. Des postes de départ ont été construits près de chacune des centrales du complexe. Par ailleurs, les critères de conception ont été revus à la hausse en raison de l'impact potentiel des phénomènes de givrage et de vent, causés par la proximité du golfe Saint-Laurent et des terrains montagneux plus au nord.
Le coût global du renforcement du réseau de transport est estimé à 1,29 milliard de dollars, soit 908 millions pour les lignes, 
342 millions pour les postes de départ et 44 millions de dollars pour des modifications aux postes Arnaud et des Montagnais.

## Construction
Le début des travaux de construction du complexe de la Romaine, en mai 2009 surviennent alors qu'une série d'affaires ébranlent les différents acteurs du secteur des travaux publics. Des firmes de génie-conseil impliquées dans des opérations illégales de financement politique, les relations douteuses qu'entretiennent certains entrepreneurs en construction avec des élus municipaux, Les liens étroits entre un important entrepreneur et le président de la plus importante centrale syndicale minent la confiance du public. Des sondages d'opinion démontrent que la grande majorité des Québécois réclame une commission d'enquête publique à ce sujet. Placé dans une situation politique délicate, le premier ministre Jean Charest est forcé de mettre en place la Commission Charbonneau en octobre 2011.

### Accidents mortels
Le 9 février 2010, un opérateur de débardeur à câbles s'est noyé lorsque son équipement de déboisement s'est enfoncé dans un étang. Un rapport de la Commission de la santé et de la sécurité du travail (CSST) reproche à Hydro-Québec d'avoir failli à sa responsabilité de maître d'œuvre en ne transmettant pas aux entrepreneurs une cartographie du chantier.
En novembre 2015, la CSST conclut qu'Hydro-Québec et l'entrepreneur Neilson-EBC Excavation avaient une part de responsabilité dans le décès par noyade d'un opérateur de pelle hydraulique de 39 ans, survenue le 11 mars 2015 près de la centrale Romaine-3,.
Deux autres travailleurs ont perdu la vie sur le chantier de Romaine-4 en 2016. Le 16 août, un travailleur de 26 ans a fait une chute mortelle pendant qu'il s'affairait à décharger des structures d'acier. Le 10 décembre, un opérateur de pelle hydraulique a perdu la vie lorsqu'un mur de roches s'est écroulé sur son engin de chantier.
Ces quatre accidents mortels survenus sur le chantier ont forcé la remise en question des pratiques du maître d'œuvre en matière de santé et de sécurité au travail. Un rapport commandé par Hydro-Québec en décembre 2016 rapporte que malgré les accidents mortels, un certain climat d'impuissance et de fatalisme semble exister à l'égard des accidents de chantier. À la suite de la remise du rapport, l'entreprise s'est engagée dans la « mise en place d'une culture de zéro décès ».
Parallèlement à l'examen des règles de santé et de sécurité au travail, Hydro-Québec a interrompu les travaux d'excavation à la centrale de la Romaine-4 pendant plusieurs mois en 2017, et retourne à la maison une centaine de travailleurs le temps d'apporter certains ajustements à la conception. Hydro-Québec explique le retard par des conditions géologiques différentes de ce qui avait été prévu au départ. Les nouvelles études permettront de déterminer la quantité de roc à excaver et d'apporter des ajustement à l'ingénierie de la centrale,. En décembre 2019, Hydro-Québec ferme une partie du chantier de la Romaine-4 et retourne à la maison 250 travailleurs parce qu'elle est insatisfaite des mesures de santé-sécurité sur le chantier de l'entrepreneur Hamel-CRT. Le maître d'œuvre exige de son sous-traitant qu'il soumette un « plan de redressement ».
L'émergence de la Covid-19 force la fermeture du chantier et l'évacuation de 325 travailleurs une première fois le 23 mars 2020. La fermeture durera 6 semaines. En mai 2021 une éclosion de 19 cas de Covid-19 sur le chantier entraîne sa fermeture partielle et l'évacuation du chantier pour 2 semaines

### Manifestations autochtones
Bien qu'Hydro-Québec ait signé des ententes avec les communautés innues, les relations avec les groupes autochtones ont été marquées par plusieurs actions de mobilisation, qui ont pris la forme de blocages routiers.
En juillet 2015, les Innus de Nutashkuan bloquent la route d'accès au kilomètre 0  pour dénoncer «un mur d'indifférence et d'insouciance» d'Hydro-Québec et du gouvernement. La communauté revendique une rencontre avec le premier ministre Philippe Couillard.
Le 21 novembre 2018, une cinquantaine d'Innus de la communauté de Nutashkuan bloquent encore la route d'accès au chantier pour protester contre ce qu'ils perçoivent comme le non-respect des ententes relatives à la coupe de bois marchand au chantier et contre l'«intimidation» d'un travailleur innu sur son lieu de travail par les agents de protection de la faune dans une affaire de chasse au caribou forestier, une espèce dont la chasse est interdite au Québec. Le blocus est levé après une quinzaine de jours après qu'Hydro-Québec ait accepté de modifier une entente intervenue en 2015 pour augmenter la quantité de bois coupé sur les parois de la vallée. L'augmentation des aires de coupe fournira plus de travail que prévu initialement aux travailleurs forestiers autochtones.
Un autre blocus a été érigé en octobre 2019, celui-là à l'est du territoire de la communauté, pour obliger Hydro-Québec à verser immédiatement une somme de 63 millions $ pour la réalisation de certains travaux par l'entrepreneur Construction Polaris, une entreprise dans laquelle le conseil de bande détient une participation financière. Le barrage a été levé après deux semaines.

## Enjeux environnementaux

### Gaz à effet de serre
Dans le cadre de l'étude d'impact de 2007, Hydro-Québec avait publié des estimations des émissions de gaz à effet de serre et s’était engagé à rendre publiques les données réelles durant cette phase du cycle de vie des installations du complexe et de la route. En plus d'affiner les analyses de cycle de vie, le suivi des GES permettra de comparer les données « terrain » aux estimations préliminaires. 
Comme le démontre le tableau suivant, les émissions de GES produites durant la construction du complexe de la Romaine, incluant la route, ont produit un peu plus de 505 000 tonnes éq. CO2 entre 2009 et 2018.
| Source                                           | Quantité de GES (tonnes éq. CO2) | Quantité de GES (tonnes éq. CO2) | Quantité de GES (tonnes éq. CO2) | Quantité de GES (tonnes éq. CO2) | Quantité de GES (tonnes éq. CO2) | Quantité de GES (tonnes éq. CO2) | Quantité de GES (tonnes éq. CO2) | Quantité de GES (tonnes éq. CO2) | Quantité de GES (tonnes éq. CO2) | Quantité de GES (tonnes éq. CO2) |
| Source                                           | 2009                             | 2010                             | 2011                             | 2012                             | 2013                             | 2014                             | 2015                             | 2016                             | 2017                             | 2018                             |
| Gérance d’Hydro-Québec                           | Gérance d’Hydro-Québec           | Gérance d’Hydro-Québec           | Gérance d’Hydro-Québec           | Gérance d’Hydro-Québec           | Gérance d’Hydro-Québec           | Gérance d’Hydro-Québec           | Gérance d’Hydro-Québec           | Gérance d’Hydro-Québec           | Gérance d’Hydro-Québec           | Gérance d’Hydro-Québec           |
| ------------------------------------------------ | -------------------------------- | -------------------------------- | -------------------------------- | -------------------------------- | -------------------------------- | -------------------------------- | -------------------------------- | -------------------------------- | -------------------------------- | -------------------------------- |
| Diesel                                           | 11                               | 168                              | 766                              | 2 156                            | 298                              | 225                              | 395                              | 405                              | 612                              | 339                              |
| Essence                                          | 180                              | 1 314                            | 2 329                            | 2 393                            | 1 875                            | 2 181                            | 1 782                            | 1 317                            | 1 401                            | 1 601                            |
| Génératrices (diesel)                            | 1 929                            | 1 382                            | 360                              | 348                              | 652                              | 133                              | 204                              | 153                              | 111                              | 106                              |
| Hélicoptères                                     | 1 406                            | 139                              | 516                              | 696                              | 587                              | 1 052                            | 270                              | 3 825                            | 540                              | 370                              |
| Propane                                          |                                  |                                  |                                  |                                  |                                  |                                  |                                  |                                  |                                  |                                  |
| Chauffage (entrepreneur)                         | —                                | —                                | 1 708                            | 1 780                            | 857                              | 639                              | 1 995                            | 0,36                             | 0                                | 54                               |
| Cuisine et chauffage (campement de travailleurs) | —                                | 37                               | 49                               | 27                               | 27                               | 23                               | 24                               | 741                              | 753                              | 628                              |
| Véhicules et équipements de fournisseurs         |                                  |                                  |                                  |                                  |                                  |                                  |                                  |                                  |                                  |                                  |
| Aménagement de centrales et de réservoirs        | 2 073                            | 12 410                           | 41 582                           | 63 312                           | 45 177                           | 38 254                           | 28 784                           | 29 003                           | 25 392                           | 24 588                           |
| Route de la Romaine                              | 8 789                            | 21 741                           | 16 396                           | 10 573                           | 8 681                            | 11 624                           | 958                              | 8 677                            | 2 137                            | 1 007                            |
| Campement de travailleurs                        | —                                | 1 550                            | 131                              | 2 989                            | 990                              | 435                              | 746                              | 325                              | 316                              | 318                              |
| Ciment                                           |                                  |                                  |                                  |                                  |                                  |                                  |                                  |                                  |                                  |                                  |
| Ciment                                           | —                                | 460                              | 3 041                            | 10 337                           | 8 666                            | 8 360                            | 9 560                            | 6 349                            | 990                              | 2 818                            |
| Total                                            | 14 388                           | 39 200                           | 66 879                           | 94 611                           | 67 811                           | 62 927                           | 44 718                           | 50 796                           | 32 252                           | 31 828                           |

Les émissions sont calculées en multipliant les quantités de carburant, de propane et de ciment rapportées régulièrement par les entrepreneurs par un facteur d'émission. Ces facteurs d'émission sont ceux du MELCC, et correspondent, à une exception près, à ceux utilisés dans l'inventaire canadien annuel d'Environnement et Changement climatique Canada.